# Oliver Buff
Oliver Buff (Baden, Suiza, 3 de agosto de 1992) es un futbolista suizo. Juega como centrocampista y su equipo es el F. K. Žalgiris de la A Lyga de Lituania.

## Clubes
| Club                 | País     | Año       |
| -------------------- | -------- | --------- |
| F. C. Zürich         | Suiza    | 2010-2017 |
| Real Zaragoza        | España   | 2017-2019 |
| Anorthosis Famagusta | Chipre   | 2019      |
| Grasshoppers         | Suiza    | 2019-2020 |
| Selangor F. C.       | Malasia  | 2021      |
| F. K. Žalgiris       | Lituania | 2022-     |

## Palmarés

### Títulos nacionales
| Título                | Club           | País     | Año  |
| --------------------- | -------------- | -------- | ---- |
| Copa de Suiza         | F. C. Zürich   | Suiza    | 2014 |
| Copa de Suiza         | F. C. Zürich   | Suiza    | 2016 |
| Copa de Lituania      | F. K. Žalgiris | Lituania | 2022 |
| A Lyga                | F. K. Žalgiris | Lituania | 2022 |
| Supercopa de Lituania | F. K. Žalgiris | Lituania | 2023 |